# ティム・コレマンス
ティム・コレマンス（Tim Coremans、1991年4月10日 - ）は、オランダ・ブレダ出身のサッカー選手。スパルタ・ロッテルダム所属。ポジションはGK。

## クラブ経歴
2016年8月5日、FCオス戦でプロデビューを果たした。